# Six Flags Railroad (Six Flags Over Texas)

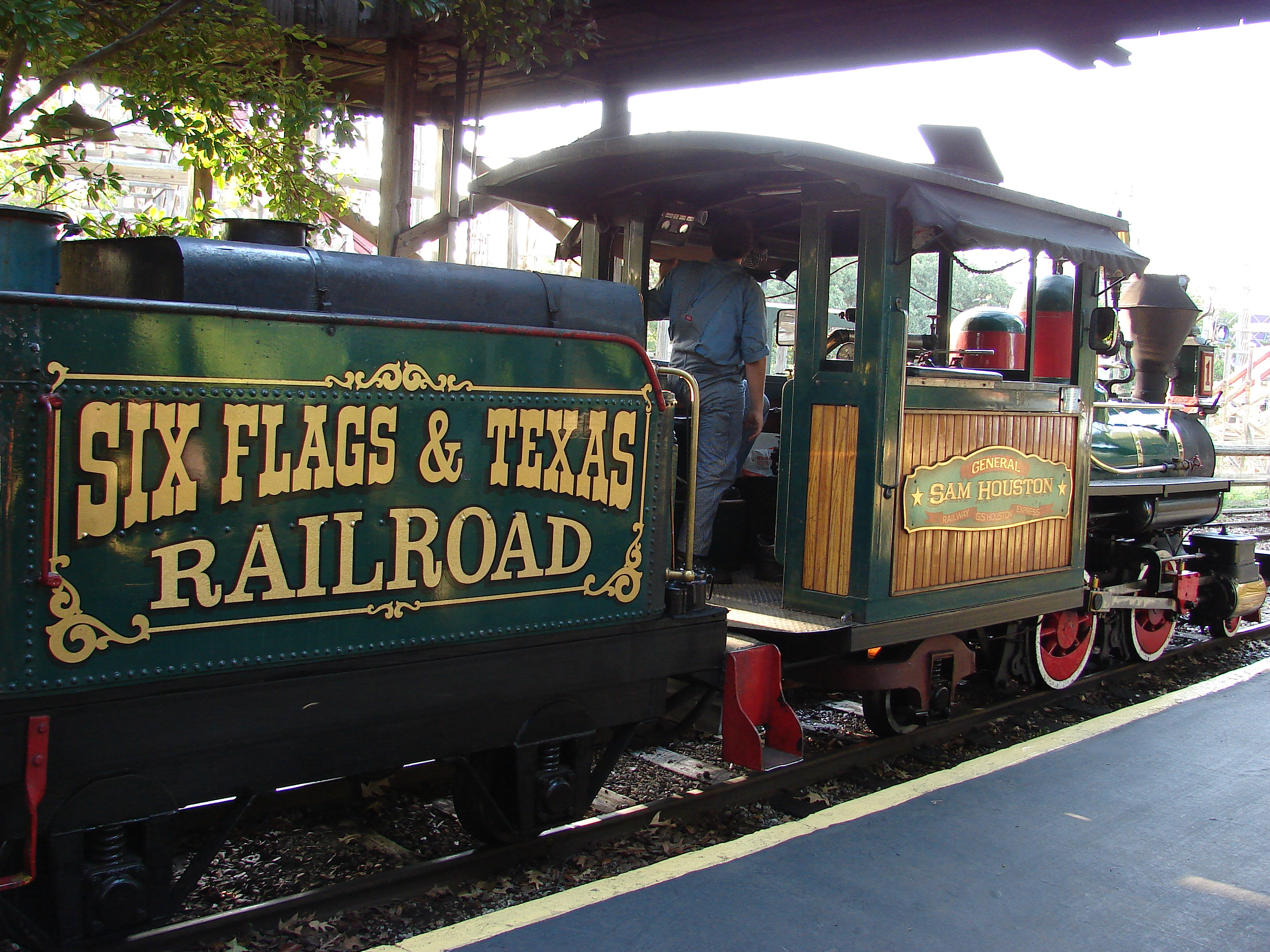
Train "General Sam Houston" en 2010.

Le Six Flags Railroad est la seule attraction de Six Flags Over Texas ouverte avec le parc en 1961 et encore opérationnelle aujourd'hui. Angus G. Wynne, fondateur du parc avait pris exemple sur Disneyland et a donc fait ajouté comme Walt Disney l'avait voulu pour son parc, un train ceinturant le domaine. Le Six Flags Railroad ressemble donc au Disneyland Railroad.

## La voie
Deux trains emportent les visiteurs pour un voyage d'un mile (1,6 km) autour du parc. Ils desservent deux stations situées aux opposés du parc : le Texas Depot dans la section du Texas et Boomtown Depot dans la Boomtown.

## Les locomotives
Comme pour le Disneyland Railroad, les deux trains ont été récupérés. Ils furent construits à l'origine au tournant du XIXe siècle pour des plantations de canne à sucre en Louisiane. Les deux locomotives ont été rénovées pour 50 000 $. La rénovation a légèrement transformé les deux locomotives, qui étaient à l'origine au bois, en moteurs à essence mais en conservant la vapeur. 

### Engine #1
Nommé à l'origine Mary Ann et surnommé le "Train vert" en raison de sa couleur, il a été construit en 1901 par l'American Locomotive Company. Il fut baptisé General Sam Houston
En décembre 2004, il a été arrêté, rénové et baptisé Charles Jefferson Patton en l'honneur d'un conducteur du train présent depuis l'ouverture du arc (opérateur de l'attraction)

### Engine #2
Nommé à l'origine Lydia et surnommé le "Train rouge" en raison de sa couleur, il a été construit en 1897 par la Porter Company. Cette locomotive est légèrement plus petite que le Mary Ann. Il fut baptisé Mirabeau B. Lamar, un autre héros texan.
A la saison 2006, le parc a arrêté ce train pour le rénover. Il a été rebaptisé Larry B. Cochron un conducteur partie à la retraite.